# Acanthodoras cataphractus
Acanthodoras cataphractus — вид риб з роду Acanthodoras родини Бронякові ряду сомоподібні. Інші назви «шоколадний акантодорас», «колючий сом».

## Опис
Загальна довжина сягає 11,5 см. Спостерігається статевий диморфізм: самиця більша за самця. Голова велика, сплощена. Очі маленькі. Рот розташовано на кінці морди. Є 3 пари вусів. Тулуб трохи витягнута, широке, сплощене зверху, звужується до хвостового стебла. Луска відсутня. Тверді кісткові пластинки вкривають бічну лінію, окрім хвостового стебла. Спинний плавець складається з 1 жорсткого і 5 м'яких променів. Перший промінь спинного та грудних плавців являє жорсткий й сильно зазубрений шип. Жировий плавець маленький. Грудні плавці широкі, витягнуті. Анальний плавець помірно довгий, становить 10-11 м'яких променів. Хвостовий плавець має округлу форму.
Самців забарвлено більш контрастне. Забарвлення шоколадно-коричневе з 2 поздовжніми лініями помаранчевого кольору, що проходять від ока до початку хвоста (не заходить на хвостовий плавець) й вздовж спини. Нижня половина і черево є світло-коричневими з жовтими нерівними лініями та білуватими цятками в області анального плавця. Плавці світло-коричневі з крапочками шоколадного кольору. У самців вуси коричневі зі світлими кільцями, у самиць — світло-жовті.

## Спосіб життя
Є демерсальною рибою. Зустрічається у прісноводних болотах з рясною рослинністю та у мангрових лісах. Здатен видавати звуки на кшталт квакання тривалістю 100—200 мілісекунд з частотою 170—250 Гц. Вдень ховається серед корчів, каменів, коренів або заривається у ґрунт. Активна вночі. Живиться дрібними безхребетними, трохи водоростями, органічними залишками.
Тривалість життя до 10 років.

## Розповсюдження
Мешкає в басейні річки Амазонка (Бразилія, Болівія, Колумбія), а також у прибережних річках Французької Гвіани, Суринаму та Гаяни.